# 青森県道235号浪岡停車場線
青森県道235号浪岡停車場線（あおもりけんどう235ごう なみおかていしゃじょうせん）は、青森県青森市を通る一般県道である。

## 概要
JR奥羽本線 浪岡駅前で青森県道34号五所川原浪岡線に接続合流し、県道34号上の終点まで重複する。県道34号の経路変更にともない、当県道の単独区間は駅前ロータリーだけになっている。

### 路線データ
- 起点：浪岡停車場[1]
- 終点：五所川原浪岡線交点（青森市浪岡）[1]

## 歴史
- 1961年（昭和36年）2月10日 - 県道に認定される[1]。

## 路線状況

### 重複区間
- 青森県道34号五所川原浪岡線（青森市浪岡 - 終点）

## 地理

### 交差する道路
- 青森県道34号五所川原浪岡線（青森市浪岡、終点）

### 沿線の施設など
- JR奥羽本線 浪岡駅
- 青森農業協同組合浪岡支店
- 浪岡駅前温泉